# Grote Prijs Jean-Pierre Monseré 2025
De dertiende editie van de wielerwedstrijd Grote Prijs Jean-Pierre Monseré vond plaats op 9 maart 2025. De wedstrijd startte in Ichtegem en finishte ruim tweehonderd kilometer later in Roeselare. De wedstrijd maakte deel uit van de UCI Europe Tour met de categorie 1.1 en de Lotto Belgium Cup. De Fransman Alexys Brunel volgde Jarne Van de Paar op als winnaar.

## Uitslag
| Plaats  | Naam                   | Ploeg                  | Tijd     |
| ------- | ---------------------- | ---------------------- | -------- |
| Winnaar | Alexys Brunel          | Team TotalEnergies     | 4u28'47" |
| 2       | Stian Fredheim         | Uno-X Mobility         | + 8"     |
| 3       | Michiel Coppens        | BEAT Cycling Club      | z.t.     |
| 4       | Hugo Hofstetter        | Israel-Premier Tech    | z.t.     |
| 5       | Milan Fretin           | Cofidis                | z.t.     |
| 6       | Victor Vercouillie     | Team Flanders-Baloise  | z.t.     |
| 7       | Gleb Syritsa           | XDS Astana Team        | z.t.     |
| 8       | Giacomo Nizzolo        | Q36.5 Pro Cycling Team | z.t.     |
| 9       | Gerben Thijssen        | Intermarché-Wanty      | z.t.     |
| 10      | Noah Vandenbranden     | Team Flanders-Baloise  | z.t.     |
| 11      | Miguel Ángel Fernández | Equipo Kern Pharma     | z.t.     |
| 12      | Piet Allegaert         | Cofidis                | z.t.     |
| 13      | Matteo Moschetti       | Q36.5 Pro Cycling Team | z.t.     |
| 14      | Erlend Blikra          | Uno-X Mobility         | z.t.     |
| 15      | Alberto Bruttomesso    | Bahrain Victorious     | z.t.     |
| 16      | Pavel Bittner          | Team Picnic PostNL     | z.t.     |
| 17      | Francisco Galván       | Equipo Kern Pharma     | z.t.     |
| 18      | Žak Eržen              | Bahrain Victorious     | z.t.     |
| 19      | Sandy Dujardin         | Team TotalEnergies     | z.t.     |
| 20      | Xabier Berasategi      | Euskaltel-Euskadi      | z.t.     |
|         |                        |                        |          |
| 36      | Huub Artz              | Intermarché-Wanty      | + 8"     |

2012 · 2013 · 2014 · 2015 · 2016 · 2017 · 2018 · 2019 · 2020 · 2021 · 2022 · 2023 · 2024 · 2025